# Постолска чешма
Постолската чешма (на гръцки: Κρήνη του Πέλλα) е чешма в южномакедонския град Постол, Гърция.
Чешмата се намира на малък площад между улиците „Филипу“, „Капитан Агра“ и „Кратеру“ в Постол. Чешмата е каменна с един чучур. В средата има мраморен къс с палмета. Висока е над 2 m и има правоъгълна форма. Построена е през османско време с камъни от руините на античната Пела, а водата пристига от склоновете на Паяк планина чрез дълъг 2 km подземен тръбопровод.